# Antonín Procházka (herec)
Antonín Procházka, divadelní přezdívkou Plzeňský Molière (* 25. prosince 1953 Kroměříž), je český herec, dramatik, scenárista a divadelní režisér.

## Život
Je synem hudebního skladatele a dirigenta kroměřížské filharmonie Antonína Procházky. Na budově na Velkém náměstí v centru Kroměříže je na památku jeho otce umístěna pamětní deska. První manželka byla herečka Zora Kostková, s ní má syna Antonína Procházku mladšího, také herce a režiséra. Současná manželka je herečka Štěpánka Křesťanová, s ní má dceru Viktorii. Jedná se o autora celkem 13 divadelních her převážně komediální povahy, píše poezii i písňové texty.
Vystudoval střední ekonomickou školu v Uherském Hradišti, následně
pražskou DAMU, kterou zakončil absolutoriem v roce 1977 a nastoupil do souboru činohry plzeňského DJKT. Jako herec i režisér hostuje na mnoha českých divadelních scénách, mj. i v pražském Národním divadle, úspěšně spolupracuje s filmem, rozhlasem, televizí (herec, režisér, scenárista, moderátor) a dabingem.
V roce 2013 byla vydána souborná kniha jeho dvanácti her Nadčasové hry Antonína Procházky.

## Divadelní hry
- Klíče na neděli
- Fatální bratři – je hra o štěstí, které je relativním pojmem. Co se může stát s člověkem, když bere prognózy hvězd vážně? Ze dvou bratrů je Olda dítětem štěstěny, bohatý, úspěšný a hýčkaný umělec obletovaný ctitelkami. Hvězdy mu předpovídají rychlý vzestup, ale brzkou smrt. Naopak druhý bratr Lološ je naprostý outsider. Právě přišel o místo pojišťováka a v životě se mu nic nedaří. Jejich otec věří na horoskopy od té doby, co Reinhold Ebertin předpověděl atentát na Kennedyho a spletl se jen o dvě hodiny. Podle jeho horoskopu má úspěšný bratr zanedlouho zemřít, zatímco smolař bude mít život dlouhý. To způsobí, že si náhle nešťastník Lološ začne svých neúspěchů „nepochopitelně“ vážit a zuřivě se brání štěstí. S příchodem mladé a půvabné Denisy se může ovšem všechno změnit. Nakonec všichni zjistí nejen, že štěstí je vrtkavé a úspěch sporný, ale – dá se věřit horoskopům, i když nelžou?
- S tvojí dcerou ne – Komedie o tom, jak snadno spadnout do manželské krize a jak těžko z ní ven. Gejzír krkolomných situací, trapasů a humoru. P. Nárožný, N.Konvalinková, K. Kaiserová/T. Průchová, A.Procházka, L. Juřičková/M. Procházková, P. Kikinčuk/M.Zahálka, J. Hanuš/V. Dubnička.
- Vraždy a něžnosti
- Věrní abonenti – Komedie o divácích pro diváky. Co se stane, když si manželé sednou v hledišti každý jinam a on dostane mladou půvabnou sousedku. V. Vydra, J. Boušková,A.Procházka, A.Černá/B.Petrová/K.Hrachovcová,J. Šťastný/V. Dubnička, T. Vágnerová/A. Vebrová/T. Francouzová/, E. Jandlová, Š. Křesťanová aj.
- Holka nebo kluk
- Ještě jednou, profesore
- Kristián II.
- Přes přísný zákaz dotýká se sněhu
- Láska je láska
- Celebrity s. r. o.
- Ve státním zájmu
- Kouzlo 4D

## Divadelní režie, výběr
- 1999 Cole Porter, Bella a Samuel Spewack: Kiss Me Kate, DJKT
- 2002 Antonín Procházka: Ještě jednou, profesore, Východočeské divadlo Pardubice
- 2003 Kryštof Marek, Antonín Procházka: Kristián 2, DJKT
- 2004 Antonín Procházka: S tvojí dcerou ne, Václav Hanzlíček – Pražská divadelní agentura Praha na scéně Branického divadla
- 2005 Willy Russell: Pokrevní bratři, Palác Blaník Praha
- 2006 Francis Joffo: Prázdniny snů, Divadelní společnost Háta Praha na scéně Branického divadla
- 2007 Joe DiPietro, Jimmy Roberts: Miluju tě, ale..., Divadlo Radka Brzobohatého
- 2009 Antonín Procházka: Ve státním zájmu, DJKT
- 2010 Joe DiPietro, Jimmy Roberts: Miluju tě, ale..., DJKT
- 2011 Peter Stone, Rupert Holmes: Vražda za oponou, Hudební divadlo Karlín
- 2012 Jaroslav Vostrý: Tři v tom, Městské divadlo Brno
- 2013 Richard Bean: Sám na dva šéfy, Divadlo pod Palmovkou
- 2014 Andrew Lippa: The Adams Family, Hudební divadlo Karlín
- 2015 Antonín Procházka: Jednotka intenzivní lásky, DJKT